# جوردن فورستر
جوردن فورستر (بالإنجليزية: Jordon Forster)‏ هو لاعب كرة قدم بريطاني في مركزي قلب الدفاع والدفاع، ولد في 23 سبتمبر 1993 في إدنبرة في المملكة المتحدة. لعب مع بيرويك راينجرز ونادي إيست فيف ونادي بليموث أرجايل ونادي سلتيك ونادي هيبرنيان.

## وصلات خارجية
- جوردن فورستر على موقع قاعدة بيانات كرة القدم.إي يو (الإنجليزية)
- جوردن فورستر على موقع Soccerway.com (الإنجليزية)
- جوردن فورستر على موقع عالم كرة القدم.نت (الإنجليزية)